# Dora Diamant
Dora Diamant (Dworja Diament, Jiddisch: Dora Dymant) (Pabianice, 4 maart 1898 – Londen, 15 augustus 1952) was een politieke activist en toneelspeler. Ook was zij de laatste levensgezellin van Franz Kafka. Dora Diamant was de dochter van Herschel Diamant, een succesvolle kleine ondernemer en chassidische aanhanger van de Gerrer Rebbe. Haar moeder stierf al in haar achtste levensjaar. Haar familie trok naar Bedzin in Silezië, nabij de Duitse grens. Na een korte opleiding werkte ze als opvoeder van kinderen in Krakau. Daarna trok ze naar Berlijn en werkte bij het Joodse Volkshuis.

## Tijd met Franz Kafka
Diamant leerde als 25-jarige, in juli 1923, de toen 40-jarige Franz Kafka kennen in Müritz, een badplaats aan de Oostzee. Zij hield daar toezicht op de kinderen van een vakantiekolonie van het Joodse Volkshuis.  In september van dat jaar betrok zij met Kafka een woning in Berlijn-Steglitz, Grunewaldstraat 13. Omdat de inflatie in deze tijd zijn hoogtepunt bereikte moesten ze door financiële problemen tweemaal verhuizen. Kafka had zich nu definitief van Praag en zijn familie losgemaakt. Hij beschouwde dit als de grootste prestatie van zijn leven. In latere aantekeningen verwierp Diamant het beeld van een neurotische, seksueel abnormale dichter. Zij omschreef Kafka als iemand die de geneugten van het leven beleefde als een dier (of een kind) en ze beschreef zijn vrolijkheid, spelvreugde en levenslust. In die tijd ontstond het verhaal “Een kleine vrouw”.
Hun huwelijksplannen stuitten op het verzet van Dora’s vader. Kafka’s gezondheid werd door zijn tuberculose aan de longen steeds slechter. In april 1924 ging hij naar een sanatorium in Oostenrijk. Diamant verpleegde hem tot aan zijn dood op 3 juni 1924. Haar opofferingsgezindheid bewoog haar ouders hun vooroordelen te laten varen en Hermann Kafka telegrafeerde met betrekking tot de begrafenis: Dora beslist.
Dora Diamant kreeg, tegen Kafka’s bedoeling in, een onbekend aantal notitieschriften met onbekende inhoud in haar bezit. Zij werden tezamen met haar overige papieren (zoals brieven van Kafka aan Dora Diamant) bij een razzia van de Gestapo in 1933 in beslag genomen en zijn niet weer opgedoken.

## Later leven
Dora Diamant trok na Kafka’s dood eerst naar Berlijn en werd vanaf 1926 toneelspeelster in Düsseldorf. In 1930 werd ze, na opnieuw naar Berlijn te zijn vertrokken, lid van de Communistische partij van Duitsland (KPD). In 1932 trouwde ze met Lutz Lask (1903 – 1973), de econoom en redacteur van het partijblad van de KPD “Die Rote Fahne”. Op 1 mei 1934 werd hun dochter Franziska Marianne (1934 – 1982) geboren.
In 1936 vluchtte Diamant met haar schoonouders voor de Nazi’s naar de Sovjet-Unie. Haar man, die al eerder naar daar was gevlucht, werd gearresteerd. Zij kon in 1938 met haar dochter naar het Westen vluchten. Een week voor het uitbreken van de Tweede Wereldoorlog  werden ze in Engeland geïnterneerd op het eiland Man. Later lukte het hen naar Londen te vertrekken. Dora Diamant stierf in 1952 aan nierfalen.
Een jaar later werd Lutz Lask, met wie ieder contact was verbroken, vrijgelaten.
- Bibliothèque nationale de France: cb151063903 (data)
- Gemeinsame Normdatei: 120560240
- International Standard Name Identifier: 0000 0000 8034 4129
- Nationale Bibliotheek van Tsjechië: jo2010563060
- Nationale Bibliotheek van Israël: 987007306576005171
- Nationale Bibliotheek van Polen: a0000002005982
- Nederlandse Thesaurus van Auteursnamen: 190048751
- Système universitaire de documentation: 112356516
- Virtual International Authority File: 9206924
- WorldCat: E39PBJmdrVMckjJypfV38BM3wC